# Struthanthus phillyraeoides
Struthanthus phillyraeoides är en tvåhjärtbladig växtart som först beskrevs av Carl Sigismund Kunth, och fick sitt nu gällande namn av Carl Ludwig von Blume. Struthanthus phillyraeoides ingår i släktet Struthanthus och familjen Loranthaceae. Inga underarter finns listade i Catalogue of Life.